# Cuareim
Cuareim (hiszp. Río Cuareim, port. Rio Quaraí) – rzeka w Ameryce Południowej, lewy dopływ rzeki Urugwaj.
Cuareim na prawie całej swej długości, która wynosi 200 km, wyznacza granicę między Urugwajem (Artigas) i Brazylią (Rio Grande do Sul), silnie przy tym meandrując. Płynie głównie w kierunku północno-zachodnim. Kończąc swój bieg wpada do rzeki Urugwaj. W miejscu tym spotykają się granice Urugwaju, Brazylii oraz Argentyny.
Główny dopływ to Arroyo Cuaró Grande.